# Cattedrale di Nostra Signora (N'Djamena)
La cattedrale di Nostra Signora della Pace (in francese: Cathédrale Notre-Dame de la Paix) è la cattedrale di N'Djamena, in Ciad, e sede dell'arcidiocesi di N'Djamena.

## Storia
La cattedrale è stata costruita e inaugurata nel 1965. Durante la Guerra civile, il 21 aprile 1980, è andata distrutta.
L'edificio attuale, che occupa la maggior parte delle vecchie strutture, è stato ricostruito tra il 1983 ed il 1986. Il tetto, distrutto da un incendio, è stato sostituito da una conchiglia tridimensionale coperta da Batex in pannelli, abbastanza leggera per minimizzare gli sforzi sul cemento indebolito dal fuoco.
Papa Giovanni Paolo II ha visitato la cattedrale nel 1990.
Lavori di restauro sono iniziati a metà aprile del 2013, parallelamente alla costruzione della futura Basilica di N'Diamena.